# Josefina Leiner
Josefina Leiner, nombre de nacimiento Josefina Noguera Escobar, (19 de marzo de 1928 – 9 de febrero de 2017) fue una actriz mexicana, conocida por sus papeles en la Época de Oro del cine mexicano como Los hijos de María Morales (1952), Sucedió en Acapulco (1953), Los que no deben nacer (1953), Pablo y Carolina (1957) o Viva Jalisco que es mi tierra en 1961. En 1962, se unió a la telenovela de Televisa Marcela, junto a Felipe del Castillo y Bárbara Gil. "Marcela" marcó su último papel profesional antes de retirarse de la actuación.

## Filmografía
- Invitada a fiesta (1952)
- Los hijos de María Morales (1952)
- Chucho el remendado (1952)
- Apasionada (1952)
- Canción de cuna (1953)
- El lunar de la familia (1953)
- Quiéreme porque me muero (1953)
- Sucedió en Acapulco (1953)
- Los que no deben nacer (1953)
- Retorno a la juventud (1954)
- Un minuto de bondad (1954)
- Con quién andan nuestras hijas (1956)
- El medallón del crimen (El 13 de oro) (1956)
- El médico de las locas (1956)
- Nos veremos en el cielo (1956)
- Pablo y Carolina (1957)
- Las coronelas (1959)
- Viva Jalisco que es mi tierra (1961)
- Marcela (Serie de TV) (1962)